# Obligátní parazit

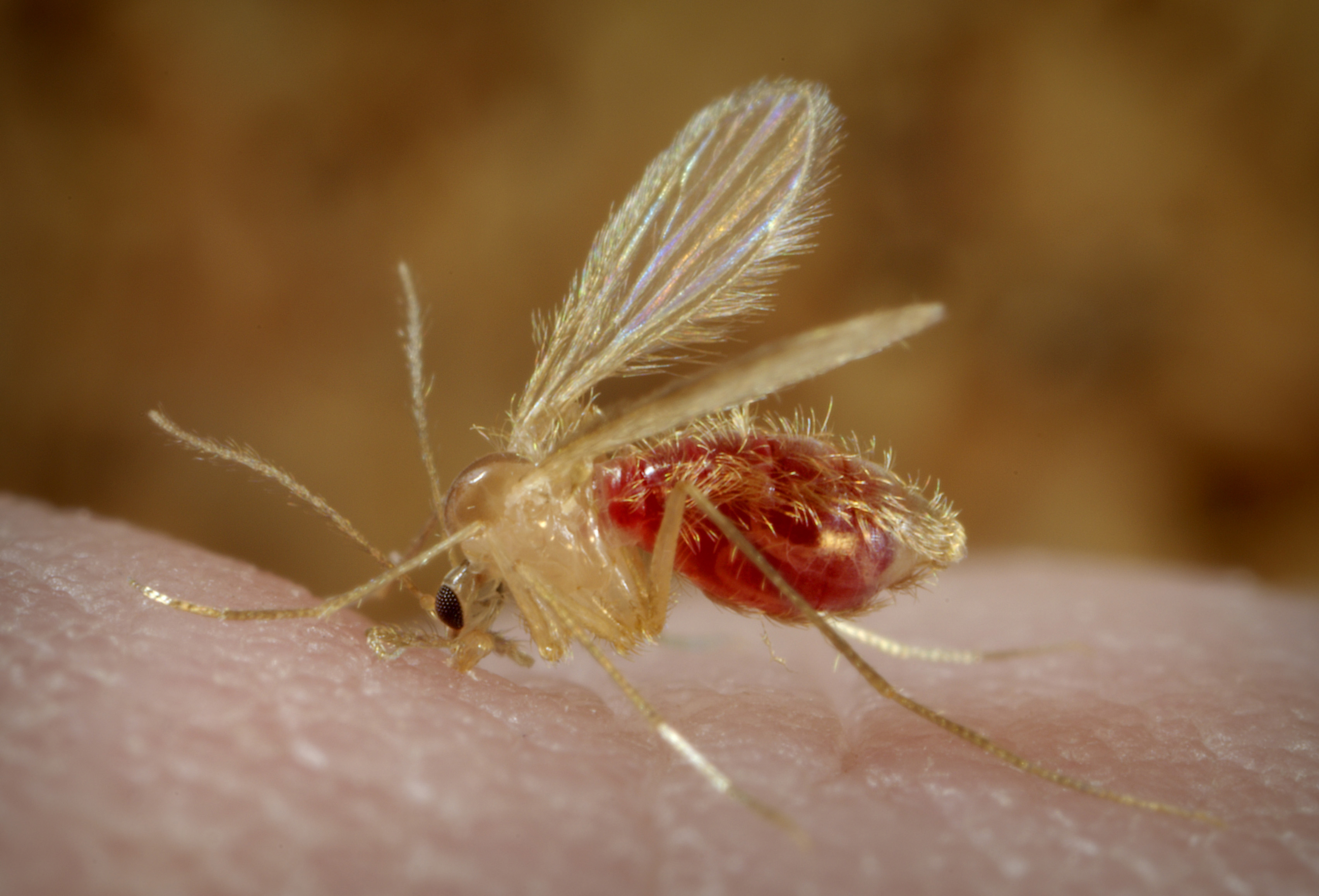
Komár je obligátní parazit

Obligátní parazit, obligatorní parazit čili holoparazit je parazitický druh, který přinejmenším v jednom stadiu vývoje nedokáže přežít bez hostitele, tedy nemůže neparazitovat. Obligátní znamená nutný, povinný, závazný, obyčejný, obvyklý. Příkladem obligátního parazitismu jsou larvy některých druhů; aby byly schopny vyvíjet se, musí nezbytně parazitovat na hostiteli. Jiným příkladem může být klíště obecné, které parazituje ve všech třech stadiích.
Všichni endoparazité jsou obligatorními parazity.
Obligátní symbióza je obvyklá například mezi živočichy a střevními bakteriemi a je prospěšná oběma druhům.
- Obligátní aeroby – bez kyslíku nerostou, nejsou schopné fermentace.
- Obligátní anaeroby – kyslík je zabíjí, neprovádějí oxidativní fosforylaci.

V biologii je opakem výrazu „obligátní“ termín „fakultativní“, což znamená, že druh je schopen chovat se za určitých okolností určitým způsobem.

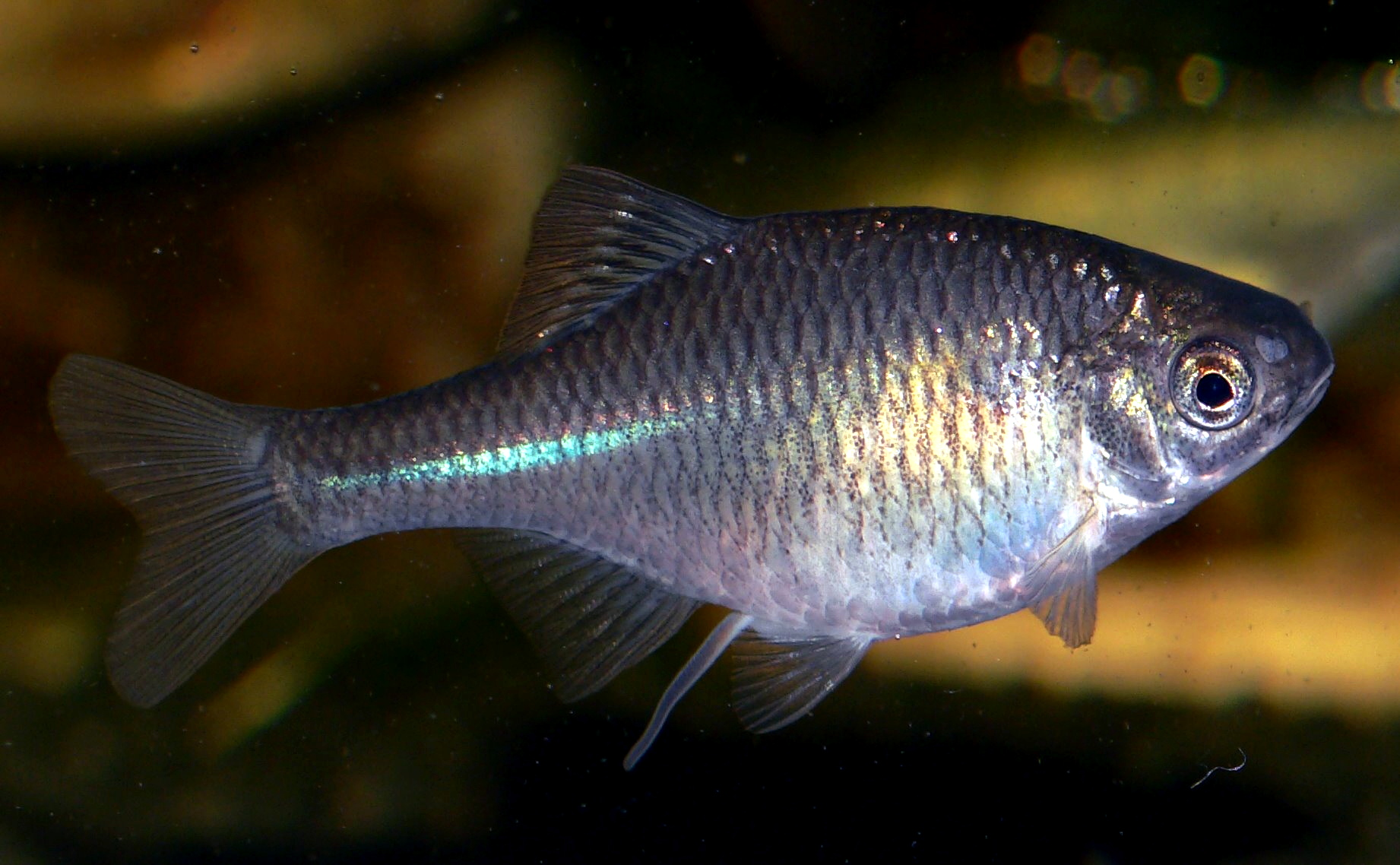
Hořavka duhová (na obrázku) a škeble rybničná žijí v řekách v ČR

## Zajímavost
Rozmnožování hořavek duhových je zcela vázáno na škebli rybničnou, jde o zajímavou, oboustranně výhodnou obligátní symbiózu.
Sameček hořavky si vytvoří vhodné teritorium, které si následně chrání a láká do něj samičku ke tření. V době dozrávání jiker naroste samičce kladélko, které může dosáhnout až pěti centimetrů. Tím vpravuje dozrálé jikry do prostoru vnitřních žaber škeble. Poté sameček nad dýchacím otvorem škeble vypustí mlíčí a jikry oplodní. Plůdek se líhne přibližně za 2–3 dny, poté žije v žaberním prostoru škeble. Po zhruba čtyřech týdnech vyvrhne škeble plůdek z útrob ven.
Škeble při rozmnožování prochází larválním vývojem (glochidie), při kterém se larvy zachycují na tělech dospělých hořavek a určitou dobu tam žijí.